# Patricio Peñalver Martínez
Patricio Peñalver Martínez (Murcia, 7 de abril de 1944 - Sabadell, 27 de marzo de 1998) fue un sastre y activista vecinal comprometido con el movimiento de liberación LGBTI.

## Biografía
Llegó a Sabadell en 1952 proveniente de Murcia. Fue presidente de la Asociación de Vecinos de Ca n'Oriac en los años 1980, organizó varias fiestas mayores y “Febreros culturales” del barrio y trabajó para mejorar Ca n'Oriac. Participó en el secretariado de la Federación de Asociaciones de Vecinos de Sabadell. Además, fue un conocido activista por los derechos de los homosexuales y representante del Frente de Liberación Gay de Catalunya en su ciudad. La Asociación de Vecinos de Ca n'Oriac le reivindica como “el primer homosexual declarado públicamente de Sabadell”. Realizó muchas gestiones para el reconocimiento de los derechos de gays y lesbianas. También fue militante del PSUC en la clandestinidad.

### Homenajes
El 8 de junio de 2018 Ca n'Oriac lo homenajeó dentro del programa de actos del Día Internacional contra la Homofobia, la Bifobia y la Transfobia . También se solicitó bautizar una plaza –situada entre la calle Penedès y la calle Moianès– dedicada a su persona, con el apoyo de diferentes partidos políticos. En la plaza donde pedían su nombre, la entidad decoró una persiana pintada con su cara y un arco iris para recordarlo.
El 13 de junio de 2014 diversas entidades organizaron un acto de reconocimiento a su figura en el Centro Cívico de Ca n'Oriac.
El 20 de mayo de 2019, Sabadell le dedicó una plaza en el barrio de Ca n'Oriac. Según Jordi Petit, con esta aprobación, Sabadell se convirtió en el primer municipio catalán que ha dedicado un espacio urbano a la memoria de un activista gay.